# Seco Mines (Texas)
Seco Mines es un lugar designado por el censo ubicado en el condado de Maverick en el estado estadounidense de Texas. En el Censo de 2010 tenía una población de 560 habitantes y una densidad poblacional de 373,43 personas por km².

## Geografía
Seco Mines se encuentra ubicado en las coordenadas 28°45′2″N 100°30′6″O / 28.75056, -100.50167. Según la Oficina del Censo de los Estados Unidos, Seco Mines tiene una superficie total de 1.5 km², de la cual 1.45 km² corresponden a tierra firme y (3.11%) 0.05 km² es agua.

## Demografía
Según el censo de 2010, había 560 personas residiendo en Seco Mines. La densidad de población era de 373,43 hab./km². De los 560 habitantes, Seco Mines estaba compuesto por el 94.29% blancos, el 0.89% eran afroamericanos, el 0% eran amerindios, el 0% eran asiáticos, el 0% eran isleños del Pacífico, el 4.11% eran de otras razas y el 0.71% pertenecían a dos o más razas. Del total de la población el 96.43% eran hispanos o latinos de cualquier raza.